# Akihiro Tabata
Akihiro Tabata (jap. 田畑 昭宏 Tabata Akihiro; ur. 15 maja 1978) – japoński piłkarz występujący na pozycji obrońcy.

## Kariera klubowa
Od 1997 do 2005 roku występował w klubach Urawa Reds, JEF United Ichihara i Consadole Sapporo.